# Václav Vydra (1876)

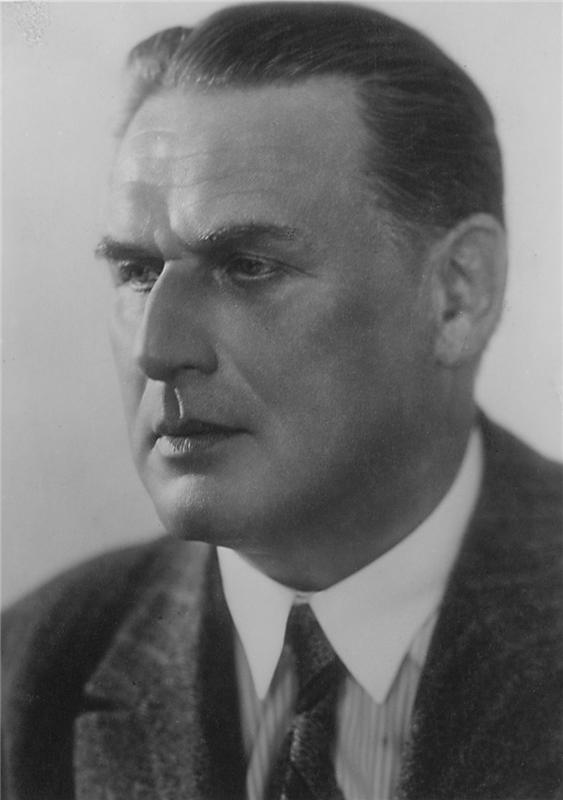
Foto, antes de 1932

Václav Vydra (Pilsen, 29 de abril de 1876-Praga, 7 de abril de 1953) fue un actor, regidor, dramaturgo y director teatral checo.

## Biografía
Su padre era músico y militar. Pasó parte de su infancia en Linz y Viena; en Pilsen, asistió a una escuela secundaria de lengua alemana que abandonó en 1893 para dedicarse a la actuación.
Trabajó para el Teatro Vinohrady y el Teatro Nacional. Además actuó en teatros de Londres, Liubliana, Varsovia y Moscú.
Simpatizó con el Partido Comunista de Checoslovaquia.
Su hijo y su nieto, llamados como él, también han sido actores.

## Películas seleccionadas
- 1930: “Melodía de la vida” “(Když struny lkají)”
- 1937: “La enfermedad blanca” “(Bílá nemoc)”
- 1952: “Un rebelde” “(Mikoláš Aleš)”
- 1953: “Años jóvenes” “(Mladá léta)”
- 1953: “Luna sobre el río” “(Měsíc nad řekou)”
- 1954: “La mejor persona” “(Nejlepší člověk)”

## Textos
- Prosím o slovo (1940)
- Má pouť životem a uměním (1948)